# Kevin Poulin
Kevin Bureau-Poulin, född 12 april 1990, är en kanadensisk professionell ishockeymålvakt som är kontrakterad till för Calgary Flames och spelar för deras primära samarbetspartner Stockton Heat i American Hockey League (AHL). Han har tidigare spelat på NHL-nivå för New York Islanders och på lägre nivåer för Bridgeport Sound Tigers i AHL och Tigres de Victoriaville i Ligue de hockey junior majeur du Québec (LHJMQ).
Poulin draftades i femte rundan i 2008 års draft av New York Islanders som 126:e spelare totalt.